# Räddningsstation Stenungsund
Räddningsstation Stenungsund är en av Sjöräddningssällskapets räddningsstationer. Stationens operativa område är från Älgön i söder till Björholmen i väst och Ljungskile i norr.
Räddningsstation Stenungsund ligger på Norra hamnplan i Stenungsund. Den grundades 2005 och har omkring 50 frivilliga sjöräddare. 

## Räddningsfarkoster
- 11-01 Rescue Lennart Wallenstam, ett 11,6 meter långt räddningsfartyg av Postkodlotterietklass, byggt 2005
- Rescue Anita Carlsson, en 8,4 meter lång räddningsbåt av Gunnel Larssonklass, byggd 2021
- 3-45 Rescuerunner Nils Malmgren, tillverkad 2010
- Miljöräddningssläp Stenungsund

## Tidigare räddningsfarkoster
- 8-14 Westfjord af Lyresund, en 8,4 meter lång räddningsbåt av Gunnel Larssonklass, byggd 2005, flyttad till Räddningsstation Visingsö